# Isola Šalim
L'isola Šalim (in russo остров Шалим,  ostrov Šalim) è un'isola russa nel Mare di Barents. Amministrativamente fa parte dell'oblast' di Murmansk, nel Circondario federale nordoccidentale.

## Geografia
L'isola si trova a nord della penisola di Kola, all'ingresso dello stretto e lungo golfo dell'Ura (Губа Ура); dista 1,3 km dalla costa occidentale della baia e fino a soli 300 m dalla costa orientale. Šalim è l'isola più grande della baia; è lunga 9,9 km e larga da 2,6 km fino a soli 500 m; prima della sua punta settentrionale, che termina in capo Tolstik (мыс Толстик), il territorio si stringe in un istmo dove si trova il villaggio di Port Vladimir (69°24′56.44″N 33°06′50.69″E). L'altezza massima dell'isola è di 208 m.
Le sue coste sono prevalentemente pianeggianti fatta eccezione per le scogliere a sud-ovest e a nord-ovest. Sul lato occidentale dell'isola c'è una piccola penisola; vi sono molti laghi e corsi d'acqua.

## Isole adiacenti
- Isola Eretik (Остров Еретик), si trova a soli 30 m dalla costa nord-occidentale di Šalim (69°25′10.89″N 33°11′17.97″E); è lunga circa 2,9 km e larga 1,3 km; è costituita da colline rocciose con un'altezza massima di 84,2 m.
- Isola Staričichin (Остров Старичихин), a nordest di Eretik e a meno di 100 m da Šalim; di forma ovale, è lunga 365 m e larga circa 200 m. (69°25′28.3″N 33°09′03.5″E)
- Isola Bezymjannyj (Остров Безымянный), tra Šalim ed Eretik, a nord della baia di Port Vladimir; è lunga 430 m e larga 230 m. (69°25′03″N 33°08′37.3″E)
- Isole Šurinovy (Острова Шуриновы), sono un gruppo di tre isolotti a est di Eretik. L'isola maggiore è la più orientale, lunga 220 m e larga 170 m. (69°25′05.55″N 33°14′03.9″E)
- Isola Nakoval'nja (Остров Наковальня), a est delle isole Šurinovy, è un'isoletta pressappoco circolare dal diametro di circa 150 m. Tra essa e le isole Šurinovy ci sono diversi scogli e isolotti senza nome. (69°25′14.5″N 33°16′28.05″E)
- Isola Šaralov (Остров Шаралов), si trova a sud delle isole Šurinovy e a sudest di Eretik; è lunga 460 m e larga 180 m. (69°24′50.25″N 33°13′24.35″E)
- Isola Mogil'nyj (Остров Могильный), si trova a sud della costa centro-orientale di Šalim, di fronte all'ingresso della baia Kislaja; è lunga 150 m e larga 140 m. (69°22′54.75″N 33°04′17.325″E)
- Isole Sennye Ludy (Острова Сенные Луды), sono un gruppo di tre piccole isole e alcuni scogli a sud di Šalim. L'isola maggiore è la più orientale con i suoi 160 m di lunghezza e 100 m di larghezza. (69°22′25.9″N 32°58′53.6″E)

## Storia
L'isola è stata abitata per molto tempo dai Sami. Vi era nel 1830 un accampamento chiamato Eretiki, che fu rinominato Port-Vladimir nel 1885 e rimase abitato fino al 1994. Sono rimasti ora degli edifici fatiscenti e un cimitero di navi in quella che era la zona del porto.